# قرابة
القرابة هي مصطلح له معانٍ عدة تعتمد على السياق. يشير هذا المقال إلى استخدام هذا المصطلح على المدى الطويل في علم الإنسان، والذي يشير غالبًا إلى شبكة من العلاقات الاجتماعية التي تشكل جزءًا مهمًا من حياة معظم البشر في معظم المجتمعات، على الرغم من أن هناك جدلاً دائمًا حول المعنى الدقيق حتى في إطار هذا السياق (انظر أدناه).
وفي سياقات أخرى، قد يكون لـالقرابة معانٍ مختلفة. في علم الأحياء، فإنه يشير عادة إلى درجة الصلة الوراثية أو معامل العلاقة بين أفراد النوع الواحد. ويمكن أيضًا أن يستخدم في معنى بعينه عند تطبيقه على العلاقات الإنسانية، وفي هذه الحالة يكون معناه أقرب إلى قرابة الدم أو علم الأنساب.
وبوجه عام، قد تشير القرابة إلى التشابه أو المصاهرة بين الكيانات على أساس بعض سماتها الأساسية أو كلها. قد يكون هذا بسبب أصل وجودي مشترك، أي ارتباط تاريخي أو ثقافي أو سمات أخرى مشتركة تربط بين الكيانين. على سبيل المثال، فإن من يدرس الأصول الوجودية للغات الإنسانية علم أصل الكلمات) قد يتساءل إذا ما كانت هناك قرابة بين الكلمة الإنجليزية seven والكلمة الألمانية sieben. وقد تستخدم من ناحية أخرى، على سبيل المثال، عندما يذكر في عنوان خبر مادونا تشعر بقرابة من واليس سيمبسون (Wallis Simpson)، وذلك للإيحاء بوجود مشاعر تشبه التعاطف بين اثنين أو أكثر من الكيانات.
على نطاق واسع، يمكن النظر في أنماط القرابة لتشمل كل من تربطهم علاقة نسب (العلاقات الاجتماعية للفرد التي تتطور)، والأقارب عن طريق الزواج. وعادة ما تسمى علاقات القرابة الإنسانية من خلال الزواج «المصاهرة» على النقيض من العلاقات التي تنشأ في مجموعة واحدة لها أصل واحد والتي تسمى «مجموعة النسب». في بعض الثقافات، يمكن أن تعتبر علاقات القرابة امتدادًا لأناس تربطهم بالفرد علاقات أو غير ذلك من أشكال العلاقات الاجتماعية. وداخل الثقافة، قد يظن البعض أن مجموعات النسب تعود إلى الآلهة (انظر علم الأساطير، أو الدين)، أو أسلاف الحيوان طوطم. ويمكن اعتبار ذلك على أساس أكثر أو أقل حرفية.
يمكن أن تشير القرابة إلى مبدأ عالمي أو فئة من البشر ننظم نحن من خلالها أو مجتمعنا الأفراد أو مجموعات الأفراد إلى مجموعات اجتماعية وأدوار وفئات وعلم الأنساب. يمكن تمثيل العلاقات الأسرية بشكل ملموس (الأم، الأخ، الجد) أو بصورة معنوية بعد درجات من العلاقة. قد تكون العلاقة نسبية (على سبيل المثال الأب واحد بالنسبة لابنه) أو تعكس فكرة مطلقة (على سبيل المثال، اختلاف حالة الأم عن حالة السيدة التي ليس لها أطفال). لا تتطابق درجات العلاقة مع الإرث أو الخلافة القانونية. قد ترى العديد من قوانين الأخلاق القرابة على أنها تفرض التزامات بين الأفراد ذوي الصلة أقوى من تلك التي بين الغرباء، كما هو الحال في الكونفوشيوسية تقوى الأبناء.

## المبادئ الأساسية

### أنواع الأسرة
الأسرة هي مجموعة من الناس المنتسبين عن طريق قرابة العصب (عن طريق الميلاد المعترف به) أو بالمصاهرة (عن طريق الزواج) أو عن طريق السكن المشترك\الاستهلاك المشترك (شاهد القرابة الطبيعية). في غالبية المجتمعات تعتبر النظام الأساسي للاندماج الاجتماعي للأطفال. باعتبارها الوحدة الأساسية لتربية الأطفال، يصنف علماء الأنثروبولوجيا في العموم مؤسسة الأسرة باعتبارها مرتكزة على الأم (أم وأطفالها)؛ أو زيجية (زوج وزوجة وأطفال؛ تُسمى أيضًا أسرة نواة)؛ أو منسوبة إلى العم (أخ وأخته وأطفالها)؛ أو أسرة ممتدة والتي يشترك فيها الآباء والأطفال في المسكن مع أعضاء آخرين من أسرة لنفس الأبوين.
غير أن إنجاب الأطفال ليس الوظيفة الواحدة للأسرة، ففي المجتمعات ذات التقسيم الجنسي للعمالة، يصبح الزواج والعلاقة الناتجة بين اثنين من البشر ضروريين لتكوين منزل منتج اقتصاديًا.

### مصطلحات القرابة
تصنف المجتمعات المختلفة علاقات القرابة بشكل مختلف وبالتالي تستخدم أنظمة مختلفة لمصطلحات القرابة، ومن أمثلة ذلك أن بعض اللغات تميز بين الأعمام بالمصاهرة والأعمام من صلة العصب، بينما تستخدم لغات أخرى كلمة واحدة للإشارة إلى الأب وإخوته. تشمل مصطلحات القرابة مصطلحات الألقاب المستخدمة للأقارب المختلفين في اللغات أو المجتمعات المختلفة، بالإضافة إلى المصطلحات المرجعية المستخدمة لتحديد علاقة أولئك الأقارب بالنسبة للذات أو لبعضهم البعض.
يمكن لمصطلحات القرابة أن تكون وصفية أو تصنيفية. عند استخدام مصطلح وصفي، يشير المصطلح إلى شكل واحد محدد من العلاقة، بينما يصنف المصطلح التصنيفي العديد من الأشكال المختلفة للعلاقات تحت مصطلح واحد. على سبيل المثال، تشير كلمة أخ في المجتمعات المتحدثة بالإنجليزية إلى الابن من نفس الوالد، وبالتالي تستخدم المجتمعات الناطقة بالإنجليزية كلمة أخ كمصطلح توصيفي يشير إلى تلك العلاقة فقط. في العديد من مصطلحات القرابة التوصيفية الأخرى، على النقيض، قد يُشار إلى ابن العم الذكر الأول (سواء كان ابن أخ الأم، أو ابن أخت الأم، أو ابن أخ الأب، أو ابن أخت الأب) كأخ.
الأنماط الأساسية لنظم القرابة المعروفة والتي حددها لويس هنري مورجان في عمله الذي قدمه عام 1871 أنظمة القرابة والمصاهرة في الأسرة البشرية هي:
- قرابة الإيروكوا (وتعرف أيضًا بـ «الاندماج ذي الشعبتين»)
- قرابة الغراب (امتداد للاندماج ذي الشعبتين)
- قرابة أوماها (أيضًا امتداد للاندماج ذي الشعبتين)
- قرابة الإسكيمو (يُشار إليها أيضًا بـ «القرابة السلالية»)
- قرابة هاواي (يُشار إليها أيضًا بـ «النظام الجيلي»)
- القرابة السودانية (يُشار إليها أيضًا بـ «النظام الوصفي»)

هناك نوع سابع للأنظمة اعتُبر متميزًا لاحقًا:
- القرابة الدرفيدية (النوع القياسي من القرابة التصنيفية، مع الاندماج ذي الشعبتين ولكنه مختلف تمامًا عن الإيروكوا). تعتبر غالبية القرابة الأسترالية الأبوريجينية تصنيفية أيضًا.

الأنواع الستة (الغراب والإسكيمو وهاواي والإيروكوا وأوماها والسودانية) التي ليست تصنيفية بالكامل (الدرفيدية والأسترالية) هي تلك التي حددها موردوك (1949) قبل أن يعيد لونسبوري (1964) اكتشاف الأصول اللغوية لمصطلحات القرابة التصنيفية.